# Ligne de tramway 265
La ligne 265 est une ancienne ligne de tramway de la Société nationale des chemins de fer vicinaux (SNCV).

## Histoire
Les voies sont démontées entre Turnhout et la frontière au cours de l'année 1951.